# Walter Egan
Walter Egan (n. 2 iunie 1881, Chicago, Illinois, SUA – d. 12 septembrie 1971, Monterey, California, SUA) a fost un jucător de golf ce a reprezentat Statele Unite ale Americii, medaliat olimpic. A participat la o ediție a Jocurilor Olimpice (1904) în care a câștigat o medalie de aur.

## Participări
Lista de mai jos prezintă principalele competiții la care a participat Walter Egan de-a lungul carierei.
- golf at the 1904 Summer Olympics – men's team[*]